# عدنان إبراهيم
عدنان إبراهيم (مواليد 1966) خطيب مسجد وداعية وباحث إسلامي فلسطيني من مواليد مدينة غزة، وهو من الخطباء المسلمين البارزين في أوروبا، ويعتبره بعضهم من رواد الخطاب الديني المستنير، في حين يعتبره آخرون من الشخصيات التي تحمل أفكاراً ضالة تخالف الإسلام، ولهُ دراية بعلوم التربية والأدب، ويجيد عدة لغات بجانب اللغة العربية وهي الإنجليزية والألمانية والصربو كرواتية.
يشغل منصب خطيب مسجد الشورى بالعاصمة النمساوية فيينا، ورئيس جمعية لقاء الحضارات فيها، كما يلقي الدروس الدينية والعلمية في المسجد، ولديه العديد من الأفكار والنظريات والأطروحات المثيرة للجدل. يعدهُ بعضهم من أبرز المفكرين الإسلاميين الإصلاحيين من مذهب أهل السنة والجماعة، حيث يرى أن الإصلاح والحوار والنقاش بين السنة والشيعة هو الحل الأمثل لتقويم الأمة الإسلامية، كما عُرف بحديثه عن الإلحاد والأسباب التي تؤدي إليه لدى بعض المسلمين مما جعله يلقي الدروس والمحاضرات للإجابة العلمية والرد على من يشككون في وجود الله، اشتغل كذلك بالنسق الفلسفي على القضايا الدينية.

## نشأته وحياته
ولد عدنان لعائلة فقيرة ترجع بنسبها إلى آل الكيلاني في مخيم النصيرات في قطاع غزة، وبه تلقّى تعليمه الابتدائي والإعدادي والثانوي في مدارس الأونُروا ليغادر إلى يوغسلافيا حيث درس الطب في جامعاتها وبسبب ظروف الحرب الأهليّة في البلقان انتقل إلى العاصمة النمساوية فيينا أوائل التسعينيات حيث واصل دراسة الطب هناك.

### الحياة العلمية

حريّة الاعتقاد ومعترضاته في القرآن الكريم كانت أطروحته في تحصيله الدكتوراة

حصل على البكالوريوس في الدراسات الشرعية في كلية الإمام الأوزاعي في لبنان التي تخرّج منها في مرتبة الشّرف. ثم أتم دراساته العليا في النمسا وحصل على درجتيّ الماجستير والدكتوراه سنة 2014 من جامعة فيينا. تناولت رسالته للماجستير عُمْر أم المؤمنين عائشة بنت أبي بكر عندما بنى بها الرسول. وكانت أطروحة رسالته في الدكتوراه: حريّة الاعتقاد ومعترضاته في القرآن الكريم.

### الحياة المهنية
كان عضوا في هيئة التدريس بالأكاديمية الإسلامية في فيينا التي عمل أستاذا بها، درّس علم مصطلح الحديث وعلوم القرآن والتفسير والفقه وأصول الفقه على المذهبين الشافعي والحنفي بالإضافة إلى علوم العقيدة.
شارك في مؤتمرات ولقاءات كثيرة في العديد من الدول، والتقى بالعديد من العلماء الكبار ومنهم الطيب المصراتي وأحمد علي الإمام وعصام العطار والمقرئ الإدريسي أبو زيد فضلًا عن ثلة من المفكرين الغربيين الذين التقوه وحاوروه.
أسّس مع بعض إخوانه جمعية لقاء الحضارات بالنمسا سنة 2000 وهو يرأسها منذ ذلك الحين، وعنها انبثق مسجد الشورى الذي يَخطب ويدرّس فيه، ويُذكر أنه أُقصي من مسجد الهداية الذي مكث فيه 9 سنوات من عام 1991 وحتى 2000، وذَكر في أحد دروسه أن مسؤولي المسجد أقصوه لأسباب سياسية.

## حضوره الإعلامي
قدم عدنان إبراهيم أربعة برامج تلفازية على شاشة روتانا خليجية وهي برنامج «هو الله» عُرض في رمضان 2012، وبرنامج «رحمة للعالمين» في رمضان 2013، وبرنامج «آفاق» في ذات القناة. كما قدم برنامج «ليطمئن قلبي» في رمضان 2015 مع الإعلامي سعود الدوسري، ظهر الدكتور عدنان إبراهيم في برنامج حوار مفتوح مع غسان بن جدّو على قناة الجزيرة في 2010، وكان ضيف برنامج في العمق مع علي الظفيري في 2012. كما كان الدكتور عدنان إبراهيم ضيف نادين البدير لأسبوعين متتاليين في برنامج اتجاهات على شاشة روتانا خليجية مع الشيخ أحمد المعبي من السعودية. وكان أيضًا ضيف الإعلامي عبدالله المديفر في برنامجه في الصميم عام 2013. وبرنامج «الأسوة الحسنة» في رمضان 2014 على روتانا خليجية، في بداية 2015 له لقاء قصير مع قناة هولندية (NPO) يحكي فيها عن الإسلام وكان ضيف لبرنامج صحوة مع أحمد العرفج طوال أيام رمضان 2016 و2017.

## فكره
يؤمن عدنان إبراهيم أن الإسلام غير متناقض مع العقل، ويعارض عدنان التعصب الديني واستخدام الدين مبررًا للعنف، وقد صُنِّف أحد رجال (المعتزلة) في هذا العصر ، ولهُ من المحاضرات الكثير، منها: «الرسول صلى الله عليه وسلم والسيف»، حيث يبيّن موقف الإسلام من الديانات والحضارات الأخرى، وماهيّة الجهاد؛ إضافة إلى محاضرة ألقاها في ختان الإناث، ضمّ صوته لأصوات العلماء الذين يدينونه.
لهُ الكثير من المسلسلات العلمية "كالبحث في مفاهيم الفلسفة"" وسلسلة عن نظرية التطور و"مطرقة البرهان وزجاج الالحاد" كما قدم سلسلة بمناسبة مرور 900 سنة على وفاة الإمام أبي حامد الغزالي بعنوان: "الغزالي، الباحث عن الحقيقة". ويعتمد النقد العلميّ الفلسفيّ في مسائل عدّة لعلّ من أهمّها الإلحاد سواء أكان ذلك الإلحاد العامي أم الإلحاد الفلسفي على طريقة فريدرخ نيتشه وكانط وغيرهم.
ليس له من الكتابات ماهو متوفر إلا أن جلّ أعماله متوفر على شبكة الإنترنت وعلى موقعه الخاص، وتنشر كل خطبة جمعة له منذ سنين، وله من المتابعين العديد. تميز بوقوفه مع الثورات العربية منذ قيامها، ونقده لموقف تحريم الخروج عن الحاكم، كما قدّم خطبة في مفجر الثورات: البوعزيزي لطرح قضية استشهاده من انتحاره. وهو من المعجبين بنظرية التطور لتشارلز داروين، ويقول أنها سحرته وأعجبته منذ أن كان غلامًا صغيرًا، وعنده استعداد للموافقة على 99% من مضمونها، ويخالف النظرية في 1% وهي بأن الإنسان أصله ليس من الشمبانزي أو القرود بل أن الإنسان والمخلوقات الأخرى قابلة للتغيير والتطور مستندا بذلك إلى أدلة من القرآن الكريم مع اعتقاده بعدم معارضتِها للتصور القرآني.

### من مؤلفاته
- مطرقة البرهان وزجاج الإلحاد
- التعريف بمباحث الفلسفة
- نظرية التطور (المؤيدات والمعارضات)
- معاوية في الميزان

كما تطرق للكلام في خطبهِ ودروسهِ إلى العديد من الشخصيات، وأثنى عليهم مثل: أبي حامد الغزالي، والعلامة د.البوطي، وحسن بن فرحان المالكي، وطارق السويدان ومحمد باقر الصدر، ومصطفى محمود، وعلي شريعتي، وتوماس أديسون، وجورج برنارد شو، وليو تولستوي، ووليام لين كرايغ ود.سهيل زكار، والسيد حسن السقاف، ود.أسامة الأزهري، والحبيب علي الجفري، والإمام محمد متولى الشعراوى.

## انتقادات
يُواجه عدنان إبراهيم انتقاداتٍ لاذعة وهجومًا شديدًا كاتهامه بالزندقة والتشيّع حتى وصل الحد إلى تكفير بعضهم له باتهاماتٍ عديدة، ومنها تلك انتقادات علماء المسلمين نقده معاوية بن أبي سفيان في خطبة جمعة زامنت الربيع العربي بعنوان بداية كارثتنا مما دفعه لتجهيز رده المطول والمركز في سلسلة محاضراته معاوية بن أبي سفيان في الميزان للرد وتبيان أدلته التي استند فيها إلى بعض الروايات من كتب أهل السنة التي رد منتقدوه أنها روايات ضعيفة غير ثابتة، وأنه كان يدلس على الناس، كما تعرض لانتقادات أخرى من أمثال الشيخ محمد الددو وعدنان العرعور وسعيد فودة وعلي العمري والشيخ عثمان الخميس وغيرهم.

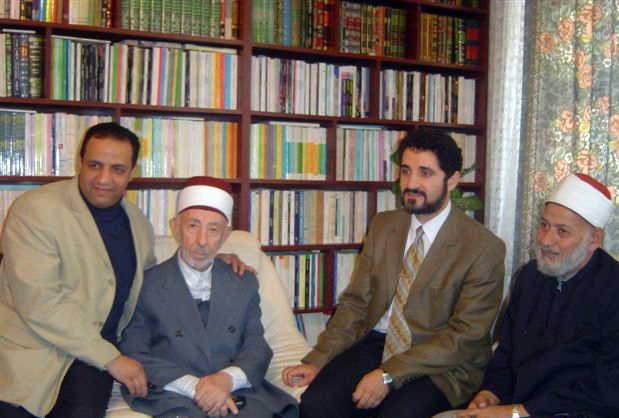
عدنان إبراهيم وشيخه البوطي من يمينه.

### التقارب مع الشيعة
وصفه الداعية محمد العريفي بأنه مُتوافق إلى حدٍ كبير مع الشيعة، وقد ردّ الشيخ أبو إسحاق الحويني على أقوال عدنان إبراهيم في محاضرات.
وقد اتهمه بعض رجال الدين كالشيخ عثمان الخميس ومحمد الداهوم بأنه على علاقة بالمرجعية الشيعية الشيرازية ورجل الدين الشيعي مجتبى الحسيني الشيرازي، وقد صرح الداهوم بذلك في قناة المعالي، أجاب عدنان إبراهيم في آخر خطبته المعنونة الخرافة في خدمة الطغيان عن هذا بأنه ليس شيعيًا ولا يؤمن بالتقية أو بعودة المهدي المنتظر ولا بالعصمة أو بالرجعة. كما أنه لا يرى جرمًا في نقد بعض الصحابة لكونهم بشرًا غير معصومين فضلاً أن موقفه من معاوية والصحابة يندرج في تحليل تاريخي طابقَ تولي معاوية فيه الحكم نظامَ الملك عوضاً عن الخلافة الراشدة كما أنبأ بذلك حديث نبوي
في لقاء مباشر على قناة فدك، وصف ياسر الحبيب ( وهو رجل دين شيعي يُوصف بالتطرف، ويتلقى الرفض داخل الوسط الشيعي)، أن عدنان إبراهيم يتلقى المال من الوليد بن طلال، ووصفه بالجبن، وقد قال مذيع القناة عبد الله الخلاف أن القناة قد قدمت طلبًا للمناظرة له، ولم يصلهم منه ردًا بالقبول أو بالرفض، رد عدنان إبراهيم ووصفه بالوقاحة وقلة الأدب، وفي رد آخر غير مباشر وصفه عدنان إبراهيم أنه مصاب بالنرجسية والتضخم الزائد. كان قد سبق أن عدنان إبراهيم رد عليه بقوله أن عائشة في النار، وهو قول شاذ لا يقول به أغلب الشيعة.

### الجدل في الغرب
في عام 2007 وصفته وسائل الإعلام النمساوية بأنه شخصية مثيرة للجدل: ليبرالي في اللاهوت ومعارض للإرهاب في أوروبا، وقد أشادت خطبه حول السياسة في الشرق الأوسط بالمتشددين المناهضين لإسرائيل، وأدت إلى اتهامات بدعم حماس ضد إسرائيل.  في عام 2014 ورد أنه ألقى مرة أخرى خطبة لدعم حماس، على الرغم من التشكيك في دقة الترجمة. خلال خطبة ألقاها في المركز الإسلامي في ستراسبورغ، والذي نشر على الإنترنت في يناير 2011، ادعى إبراهيم أن نيكولاس كوبرنيكوس قد سرق في الواقع أفكارًا من عالم الفلك الإسلامي العربي أبو الحسن بن الشاطر، وأن " رئيس وزراء بولنديًا " عندما كان في زيارة إلى سوريا، اعترف بذلك للرئيس حافظ الأسد.

## وصلات خارجية
- الموقع الرسمي